# Amifostine
 (novembre 2017).
L'amifostine est un adjuvant cytoprotecteur utilisé en chimiothérapie du cancer impliquant des agents chimiothérapeutiques liant l'ADN.
L'amifostine est usée en thérapeutique pour réduire l'incidence de la fièvre induite par la neutropénie ainsi que les infections induites par les agents chimiothérapeutiques qui lient l'ADN comme les agents alkylants (ex : cyclophosphamide) et les dérivés du platine (ex : cisplatine). Elle est aussi utilisée pour réduire la néphrotoxicité cumulative associée à l'utilisation de dérivés du platine. L'amifostine est aussi indiquée dans la réduction de l'incidence de la xérostomie des patients traités par radiothérapie pour des cancers de la tête et du cou.
L'amifostine est une prodrogue, un thiophosphate organique qui est déphosphorylé in vivo par les phosphatases alcalines pour former un métabolite thiol cytoprotecteur. La protection sélective des tissus non-malins est attribuée à une plus grande activité phosphatase alcaline, un pH plus élevé et une perméabilité vasculaire plus importante des tissus sains. 

## Spécialités
- Ethyol